# 本田仁美卒業コンサート〜夢と希望に満ちた道〜
- AKB48 > AKB48の出演一覧 > AKB48のコンサート一覧 > 本田仁美卒業コンサート〜夢と希望に満ちた道〜
- 本田仁美 > 本田仁美卒業コンサート〜夢と希望に満ちた道〜

本田仁美卒業コンサート〜夢と希望に満ちた道〜（ほんだひとみそつぎょうコンサート ゆめときぼうにみちたみち）は、2024年（令和6年）1月26日（金曜日）に横浜国際平和会議場（パシフィコ横浜）・国立大ホールで行われた、AKB48のコンサートである。

## 背景
本田仁美は2014年にAKB48・Team8の栃木県代表としてデビューし、2018年には日韓合同のオーディション番組『PRODUCE 48』に出場。グローバルガールズグループ『IZ*ONE』のメンバーとして韓国を拠点に世界的な人気を博した。
2021年4月28日にIZ*ONEとしての活動を終了し、同年5月23日にAKB48メンバーとしての活動を再開すると、シングル「元カレです」「どうしても君が好きだ」のセンターを務め、グループの中心メンバーへと成長する。『ラヴィット!』（TBS系列）などのバラエティ番組や『北欧こじらせ日記』等のドラマ出演をこなし、人気絶頂の中で本田は2023年8月30日、AKB48公式YouTubeチャンネル及びグローバルファンダムライフプラットフォーム『Weverse』に設けられている「AKB48コミュニティ」に於いてグループからの卒業を発表した。
AKB48にとっては、『武藤十夢卒業コンサート〜やるだけやったから後悔なんかねぇ!〜』（2023年2月28日・TACHIKAWA STAGE GARDEN）以来11ヵ月ぶりとなる卒業コンサートである。当コンサートの開催は2023年9月29日のSHOWROOM配信に於いて発表され、チケットは同日よりFC会員限定で先行販売した後、同10月13日に一般販売が開始された。横山由依や武藤の卒業コンサートは在京テレビ局の東京メトロポリタンテレビジョン（TOKYO MX）が主催していたが、当卒コンは峯岸みなみ以来2年8か月ぶりに運営会社の株式会社DHが主催を担当している。また、武藤の卒コンでは実施されなかった生配信がZAIKOにて行われた。
なお、AKB48メンバーの名を冠した卒業コンサートが1月に開催されたのは、2016年1月21日にTOKYO DOME CITY HALLで行われた『高城亜樹・永尾まりや卒業コンサート』以来8年ぶりとなり、21世紀生まれのAKB48メンバーによる卒業コンサートは本田が初の事例となった。

## プロモーション
当コンサートは2022年から本田がブランドミューズ（イメージキャラクター）を務めているウテナ「マトメージュ」の他、太田胃散とセントラルホールディングスが協賛スポンサーを担当。開催翌日の1月27日には、セントラルホールディングスとのコラボレーションによる『セントラルホールディングス presents Hitomi Honda Graduation Party』が都内某所で開かれ、40名の招待客が本田と夢のひと時を味わった。その後後述の理由から同年8月末、ウテナのヘアケア商品マトメージュの新ブランドミューズブランドのモデル終了を発表。

### テレビ放送
2023年12月7日に放送された読売テレビ・日本テレビ系列バラエティ番組『ダウンタウンDX』に本田がゲスト出演し、コンサートで差し入れをいただいたのをきっかけに食の知識を考えるようになったことや、2023年7月期に放送された日テレ系ドラマ『最高の教師 1年後、私は生徒に■された』へ出演した際、ドラマの台詞に背中を押してAKBからの卒業を決めたこと等のエピソードを番組MCのダウンタウンらと繰り広げた。なお、本田がDXにゲスト出演したのは向井地美音と共演した2022年11月3日以来となる。

### ラジオ放送
TOKYO FMのラジオ番組『太田胃散 presents FRIDAY NIGHT PARTY トミラジ』では、開催月となる2024年1月のパーソナリティーを本田が担当。同番組では「どうしても君が好きだ」発売後の2023年5月以来の担当で 、野呂佳代（5日）・詩羽（12日）・岡田結実（19日）の3人がゲストに迎えられ、期間中の1月19日から28日までサイン入りの太田胃にゃんぬいぐるみなどが当たるプレゼント企画が太田胃にゃん公式Xにて行われた。

## 出演メンバー
- 本田仁美
- 大盛真歩
- 岡部麟
- 小栗有以
- 小田えりな
- 柏木由紀
- 倉野尾成美
- 佐藤綺星
- 下尾みう
- 髙橋彩音
- 田口愛佳
- 千葉恵里
- 永野芹佳
- 橋本陽菜
- 向井地美音
- 村山彩希
- 山内瑞葵
- 秋山由奈
- 成田香姫奈

### 備考
- 公演前年の4月29日[注 7]にチーム制の休止が発表され、追い打ちをかけるようにメンバーの卒業発表が相次いだため、当コンサートは正規メンバー17名・お手伝いメンバー2名の計19名と、武藤卒コン時における20名[6]を下回り、AKB48メンバーの名を冠した卒業コンサートとしては最も出演メンバーが少ない公演となった[3]。
- また当時第17期研究生だった佐藤綺星[注 8]が正規メンバーとして出演した他、前年4月9日にお披露目された第18期研究生[17]から、秋山由奈と成田香姫奈がお手伝いメンバーとして参加[3]。AKB48メンバーによる卒業コンサートにAKBの研究生が出演したのは、2017年10月31日にさいたまスーパーアリーナで行われた『渡辺麻友卒業コンサート〜みんなの夢が叶いますように〜』に第16期研究生18名[18]が参加して以来6年3ヵ月ぶりとなった。そのうち峯岸以降の卒コンに連続出演しているのは山内瑞葵のみである（2024年3月時点）[6][19]。

- AKB48 Official Live Ch.では、当コンサートに出演しなかった第18期研究生の山口結愛[17]による「本田仁美卒業コンサート密着リポート」と題した動画が2024年2月3日に公開され、リハーサル中の秋山と成田へ山口が突撃する場面や、本番前の正規メンバーによる意気込み動画が収録された。

## セットリスト
1. Overture
お手伝いメンバーの秋山と成田がステージ上に現れ、前説として注意事項などを説明した後に場内が暗転。本田が「さよなら。」と呟いてステージ衣装を部屋の窓から投げ飛ばし、衣装が路上に落ちた瞬間に本田が現れて歩き出し、路上や屋上、ビルの前などで踊り出したり、バイクにまたがるなどのパフォーマンスを披露した後、赤いスプレーをまいた後に白いスプレーをまいた本田が飛び出してパンチし、Overtureが終わる。
2. 涙の表面張力
本田がソロで登場し、AKBメンバーではない外部の女性ダンサー4名をバックに歌い踊る[9]。この楽曲は本田がAKBに復帰してから最初のコンサートだった『AKB48 15th Anniversary LIVE AKB48 チーム8 全国ツアー 〜47の素敵な街へ〜 ファイナル 神奈川県公演「真っ青な空を見上げて」』（2021年5月23日、ぴあアリーナMM）で歌唱したもの[注 9]で、これがオープニングで再現されたことになる。
3. だらしない愛し方
4名の女性ダンサーが本田から紹介されることなく退場し、残りのAKBメンバー[3]がここから合流する。
4. NO WAY MAN
本田がシングル表題曲初選抜を果たした楽曲。
5. 元カレです
6. どうしても君が好きだ
「歩んできた道、そして、まだ見ぬ道、この先の未来も、どうしても、どうしても、君と共に歩みたい。一緒に歩んでくれますか? そんな君が、好きだ。」という本田の台詞の後に歌う。歌唱後は「みなさんこんばんは。AKB48です!」の挨拶とメンバーの自己紹介が行われ、本田は先述の「マトメージュ」のPRも行っている[20]。
7. ハート型ウイルス（本田・千葉恵里・大盛真歩・秋山由奈・成田香姫奈）
本田と千葉・大盛が順番に歌い出し、その両脇で秋山と成田がタンバリンを鳴らしながら踊る。
8. 奇跡は間に合わない（本田・永野芹佳・髙橋彩音）[9]
間奏で3人がエアバズーカを発射し、サイン入りTシャツを3名限定で観客にプレゼントした。
この曲を作曲した宮島律子は「素晴らしいパフォーマンスで大感動でした」とブログで感想を述べている[21]。
9. エンドロール（本田・佐藤綺星・橋本陽菜・田口愛佳）
10. 思い出以上（本田・倉野尾成美・下尾みう・村山彩希・山内瑞希）
倉野尾・下尾・村山・山内による67秒のダンス・パフォーマンスの後に本田が再登場して、4人と共に歌い踊る。
11. 抱きしめられたら（本田・柏木由紀・向井地美音）
この2か月後に卒コン[注 10]を控えた柏木と、5年間務めたAKB48グループ総監督を退任する向井地と共に歌う。
12. She's gone（本田・小栗有以・岡部麟・村山）
白いドレス姿の小栗・岡部・村山が椅子に座ってダンス・パフォーマンスした後、本田も椅子を持って現れ、3人と共に歌い踊る。
13. この涙を君に捧ぐ（本田・小田えりな）
間奏で小田が「ひぃちゃん（本田）、今まで仲良くしてくれて本当にありがとう。AKB48でひぃちゃんと過ごした時間は最高の宝物です。」と感謝の言葉を述べた[9]。ちなみに小田もこの3か月後の4月23日にAKB48劇場で卒業公演を行い、AKB48メンバーとしての活動を終了している[22]。
14. 必然性
本田と共にIZ*ONEとして活動し、前年4月1日にHKT48を卒業した矢吹奈子がサプライズ登場[注 11]。「必然性」は、IZ*ONEと乃木坂46、欅坂46（現：櫻坂46）、AKB48の4グループ選抜によって構成された『IZ4648』による楽曲で、本田と矢吹もそのメンバーとして歌唱した[23][24]。なお、当コンサートにゲスト出演したAKB48グループのOGは矢吹のみである[23][注 12]。
次の2曲では観客による撮影タイムが設けられた関係で[1]、倉野尾・小栗・岡部・小田による本田の秘蔵写真と動画が紹介された。
15. 永遠より続くように（撮影タイム対応曲）
歌唱中にメンバーが丸い直筆メッセージカードを投げ飛ばし、間奏では小栗と倉野尾がエアバズーカによるTシャツプレゼントを行った。
16. 唇にBe My Baby（撮影タイム対応曲）
歌唱後に川栄李奈・野呂佳代・小嶋陽菜によるビデオメッセージが寄せられた。
メッセージ終了後には『ラヴィット!』でも共演するお笑いコンビのインディアンスとニューヨークがサプライズ登場。ニューヨークの屋敷裕政は「こんな素晴らしいコンサートに出て大丈夫?」と震えながらコメントしていた。『ラヴィット!』では本田とインディアンス、ニューヨークによる“とんちんかんトリオ”で笑いをとっており、当コンサートでもこの寸劇が披露された[26]。
17. Make noise
先述の矢吹が所属していたHKT48の楽曲。
18. 僕たちは戦わない
19. 言い訳Maybe
20. 抱きしめちゃいけない
本田が在籍していたチーム8出身者[注 13]と歌い踊る。
21. 夢へのルート
本田を含むチーム8出身者[注 13]が紫色のポンポンを持って歌い踊る。
22. 私たちのReason
再びチーム8以外のチームに属していた出演メンバーと合流。この曲と「NO WAY MAN」は振付が新しくなっており、柏木由紀は「ストイックの方向がすごすぎて、あの人（本田）はどこまで行っちゃうのかと思った」と述べている[27]。
23. スクラップ&ビルド
歌唱中に本田が「みんなありがとう!」と叫ぶと、舞台両脇のキャノン砲から大量の銀テープが打ち上げられた。メンバーが一礼して一旦退場し、観客の「ひぃちゃん」コールの後に本田の10年間を振り返る映像が流れる。

アンコール
1. 泣きながら微笑んで
本田が白と水色を基調としたドレスで登場。デザインした茅野しのぶは韓国まで生地の一部を調達しながら作ったという[28]。
歌唱後に本田は協賛スポンサーやメンバー・ゲストなどに感謝を述べた後[9]、
私はAKB48 Team8という新しい土壌に種を植えてもらいました。他のメンバーが次々と選抜に選ばれるようになって、種から小さな芽を出したものの、その芽は伸びず、自分に自信を失ったこともありました。それでも（ファンの）皆さんが降り注いで下さった、たくさんの栄養のおかげで、小さかった芽は蕾を付け、花を咲かせることが出来、今日を迎えることが出来たと思います。

今日、私の目にはキラキラ輝く夢と希望の光で溢れています。（茅野）しのぶさんが心を込めて作って下さった美しいドレスを纏い、大好きな人たちに卒業を見送って下さった私は、世界一の幸せ者です。

私にはまだ叶えたい夢があります。秋元（康）先生から『本田の人生なんだから、好きなことをしなさい。』と背中を押していただきました。卒業発表してから今後についてたくさん悩み、考えました。卒業後もみんなで育てて下さった、この花を枯らせたくないです。そのために卒業後は少しの間お休みをいただき、また新たな本田仁美をお見せすることを約束します。10年間、私の夢と希望でいて下さって本当にありがとうございました。
と述べた。また先述のZAIKOでも世界中に配信された関係上、同じようなスピーチは韓国語や中国語でも本田自らが行った[9]。
2. ジワるDAYS
3. タンポポの決心（撮影タイム対応曲）
4. どうしても君が好きだ
全てのファンやメンバーにもう一度“好き”の気持ちを伝えるべく、改めてフルコーラスで披露。他のメンバー退場後に本田は「今日は私の人生でも最高に忘れられない幸せな1日になりました!本当に楽しかったです!みなさん大好きです!ありがとうございました!」と感謝を述べ、コンサートは終了した。
その後同年1月28日にAKB48劇場で卒業公演が行われ、これをもって本田は加入以来9年9か月にわたるAKB48での活動を終了[27]。そして柏木由紀の卒業公演が行われた同年4月30日[29]付で所属していたMama&Sonを退所し[30]、同年秋より韓国のガールズユニット『SAY MY NAME』のメンバーとして新たなる道を歩むことになる[31]。

## 関連書籍
- 本田仁美（AKB48）1st PHOTO BOOK 明日の向こう側（2024年1月25日発売・宝島社）
本田のソロ名義としては初となる写真集。撮影は韓国と日本国内で行われ、日本からは中村和孝、鈴木新、Kisimari、韓国からはKIM YEONG JUNがカメラマンとして参加。通常版の他にNFTデジタル特装版も発売された。
卒業翌日の1月29日にはHMV BOOKS&SHIBUYA[32]、同月31日には紀伊国屋書店グランフロント大阪店[33]にて発売記念イベントが開催された。
発売初週で2千部を売り上げ、2024年2月5日付のオリコン週間BOOKランキング・写真集部門で9位にランクインした[34]。